# Rudolf Berthold (calciatore)
Rudolf Berthold (1º aprile 1903 – 28 dicembre 1976) è stato un calciatore tedesco, di ruolo centrocampista.